# فلستولول
فلستولول وهو حاصر بيتا قصير المفعول.

## التخليق

تخليق فلستولول:

أسيلة كلوريد الحمض 2-كلوريد فلوروبنزويل [393-52-2] (1) مع غليسيدول (2) تنتج الإستر 2،3-إيبوكسي بروبيل 2-فلوروبنزوات [85515-51-1] (3). تفاعل ذلك الوسيط مع أمين (2-أمينو-2-ميثيل-بروبيل)-يوريا [87484-83-1] (4) جرى الحصول عليه عن طريق تفاعل 1،1-ثنائي ميثيل إيثيلينديامين مع اليوريا، يعطي فليستولول (5).